# Trancers
Série
Trancers II (en)
(1991)
Pour plus de détails, voir Fiche technique et Distribution.
Trancers est un film américain réalisé par Charles Band, sorti en 1984.

## Synopsis
En 2247, Jack Deth est un policier qui traque Martin Whistler, un criminel qui utilise ses pouvoirs psychiques pour transformer les gens en créatures semblables à des zombies appelées « Trancers ». Sur le point d'être arrêté, Whistler utilise une technique de voyage dans le temps en s'injectant une drogue qui lui permet de prendre le contrôle du corps de l'un de ses ancêtres. Il arrive à Los Angeles en 1985 dans le corps de l'inspecteur Weisling. Derh détruit le corps de Whistler, le piégeant en 1985, et s'injecte à son tour la drogue, se retrouvant dans le corps du journaliste Phil Deth. 

## Fiche technique
- Titre : Trancers
- Réalisation : Charles Band
- Scénario : Danny Bilson et Paul De Meo (en)
- Photographie : Mac Ahlberg
- Montage : Ted Nicolaou
- Musique : Phil Davies et Mark Ryder
- Sociétés de production : Altar Productions, Empire Pictures et Lexyn Productions
- Pays de production :  États-Unis
- Langue originale : anglais
- Format : couleur - 1,85:1
- Genre : science-fiction, action
- Durée : 76 minutes
- Dates de sortie :
  - Royaume-Uni : 7 novembre 1984
  - États-Unis : 22 mai 1985
  - France : 9 juillet 1986

## Distribution
- Tim Thomerson : Jack Deth / Phil Deth
- Helen Hunt : Leena
- Michael Stefani : Martin Whistler / L'inspecteur Weisling
- Art LaFleur : McNulty
- Anne Seymour : Ashe
- Telma Hopkins : Ruth Raines
- Richard Herd : Spencer
- Biff Manard : Hap Ashby
- Miguel Fernandes : L'officier Lopez
- Alyson Croft : McNulty "enfant"
- Michael McGrady : Chris Lavery

## Accueil critique
Il obtient 83 % de critiques positives, avec une note moyenne de 6,3/10 et sur la base de six critiques collectées, sur le site Rotten Tomatoes.